# Icafui
Icafui (Itafi), pleme Timuquanan Indijanaca čiji je najraniji poznati dom bio možda u jugoistočnoj Georgiji, a Swanton ih locira na Floridi, i svakako na granici između plemena Muskhogean i Timuquanan. 
Imali su sedam ili osam sela, ali njihovi nazivi nisu poznati. Prvi ih spominju franjevački misionari. Daljnju sudbinu dijele s ostalim Timucuama, pa nestaju u ranom 17. stoljeću. 
Značenje imena ovog plemena nije poznato, a često su bili brkani s plemenom Cascangue, prema Swantonu, to je možda bio i još jedan naziv za njih.
1. ↑  Swanton